# Cyxymu
Cyxymu是一位格鲁吉亚部落客在Twitter、Facebook、Google Blogger、YouTube、Live Journal與Fotki等網路服務中所使用的帳號。在2009年8月6日，有駭客針對這個帳號對上述各網站發起阻斷服務攻擊，其中Twitter因此斷線數小時，並在之後一段時間連線速度受到影響。
Cyxymu說自己的真實名字是გორკი（高尔基），他是一位經濟學講師，34歲。他表示自己批評莫斯科對高加索地區的政策，這些攻擊是為了希望他停止這些言論。გორკი還表示，他相信這些攻擊是由КГБ主導。